# Had Bouhssoussen
Had Bouhssoussen  (in arabo أحد بوحسوسن‎?) è un centro abitato e comune rurale del Marocco situato nella provincia di Khénifra, regione di Béni Mellal-Khénifra. Conta una popolazione di 7 368 abitanti (censimento 2014).